# Domplatz, Mailand
Domplatz, Mailand ist ein Gemälde von Gerhard Richter aus dem Jahr 1968.
Das fotorealistische Bild ist mit dem Format von 2,75 m × 2,90 m eins von Richters größten figurativen Bildern. Dargestellt ist ein Ausschnitt des Mailänder Domplatzes zwischen der Galleria Vittorio Emanuele und dem Mailänder Dom.
Das Bild wurde bei Sotheby’s in New York am 14. Mai 2013 für einen Preis von 37,1 Millionen Dollar versteigert. Damit wurde der wenige Monate vorher erreichte Rekordpreis von 34,3 Millionen Dollar für Richters Abstraktes Bild (809-1) übertroffen.

## Geschichte
Domplatz, Mailand war ein Auftragswerk der Mailänder Firma Siemens Elettra und befand sich von 1968 bis 1998 in deren Büroräumen in Mailand.
1998 wurde es von der Sammler-Familie Pritzker erworben und hing über zehn Jahre im Park Hyatt Hotel in Chicago. 2013 gab es die Hyatt Hotels Corporation zu Sotheby’s in die Auktion.
Ersteigert wurde es von Donald L. Bryant, einem kalifornischen Kunstsammler und Inhaber der Firma Bryant Family Vineyard (Napa County).

## Beschreibung
Dargestellt aus der Vogelperspektive ist ein Ausschnitt aus der Nordseite des Mailänder Domplatzes. Die Fassade der Galleria Vittorio Emanuele, ein imposanter Bau aus dem 19. Jahrhundert, nimmt den größten Raum der linken Bildhälfte ein, während von der gotischen Kathedrale Santa Maria Nascente nur ein Teil des nördlichen Querschiffs und die Front des äußeren Längsschiffs erfasst ist.
Zwischen Galleria und Domplatz sind parkende Autos zu erkennen, auf dem Platz selbst einige Kandelaber und – verwischt wie auf manchen Bildern aus der Frühzeit der Fotografie – schemenhaft Personen und unbestimmte Objekte. Die Konturen aller Bauwerke sind unscharf und verschwommen. An Schwarzweißfotos erinnern auch die vielfältigen Grauabstufungen, in denen das gesamte Gemälde ausgeführt ist.
Richter hat nicht den Dom als bekannteste Sehenswürdigkeit Mailands ins Zentrum des Bildes gerückt. Stattdessen richtet sich seinen Blick auf die unmittelbare Umgebung mit der Passage zwischen Dom und Galleria im Zentrum.
Die Frontansicht der Kathedrale hatte Richter bereits 1964 in seinem Bild Mailand, Dom – ebenfalls nur in Grautönen und einem kleineren Format von 130 × 130 cm gemalt.
Parallel zu Domplatz, Mailand entstand ein weiteres Bild mit Mailand als Sujet auf Grund eines Luftbildes, ebenfalls nur in Grautönen und mit verwischten Konturen, das Richter später in 9 Stücke im Format von 85 × 90 cm zerschnitt, sie als eigenständige Bilder definierte, und die im Catalogue Raisonné unter 170/1 bis 170/9 aufgeführt sind.
Die Vorlage, nach der Richter sein Bild Domplatz, Mailand ausgeführt hat, war ein recht scharfes Zeitungsfoto, von dem er einen Ausschnitt herangezoomt und modifiziert hat. 

## Fotografie und Städtebilder im Werk Gerhard Richters
Seit den 1960er Jahren setzte sich Richter verstärkt mit dem Medium Fotografie auseinander, in dem er sich bei der Auswahl seiner Bildmotive auf Fotografien bezog. 1962 entstanden seine ersten gegenständlichen Bilder, die auf Fotovorlagen beruhen. Richter hat sich in Interviews mehrfach über seine Einstellung zur Fotografie geäußert. Beliebig waren nach seinen Aussagen die Motive nie, sondern er habe Mühe gehabt, „überhaupt mal ein geeignetes Foto zu finden“.
Provozierend und im Gegensatz zu gängigen Medientheorien betrachtete er die Fotografie als „das einzige Bild, das absolut wahr berichtet, weil es 'objektiv' sieht; ihm wird vorrangig geglaubt, auch wenn es technisch mangelhaft ist“.
In einem Gespräch mit Dieter Hülsmanns und Fridolin Reske sagte er.

„Ein Foto, sofern es nicht von einem Kunstfotografen »gestaltet« ist, ist einfach das beste Bild, das ich mir denken kann. Es ist perfekt, also unabhängig und unbedingt, es hat keinen Stil. Das Foto ist das einzige Bild, das wahrhaft informieren kann, auch wenn es technisch mangelhaft und das Dargestellte kaum erkennbar ist.“

Bis in Richters Spätwerk gibt es Arbeiten, die auf der Grundlage von Luftbildern entstanden sind, von dem Mailand-Werk 170/1 bis 170/9 bis zur Print-Serie Bridge 14 FEB 45 (II) aus dem Jahr 2000.
Nach seinen grauen Bildern, die eine Absage an alles Gestalterische darstellen und die laut Richters eigener Aussage „die willkommene und einzig mögliche Entsprechung zu Indifferenz, Meinungslosigkeit, Aussageverweigerung und Gestaltlosigkeit“ sind, kam es dann ab 1976 in seinem "Abstrakten Bildern" zu seiner fulminanten Auseinandersetzung mit der Farbe.